# Азарівка (Стародубський район)
Азаровка (рос. Азаровка) — село Стародубського району Брянської області, Російська Федерація. Входить до складу Понуровського сільського поселення.
Населення становить 375 осіб (за переписом 2010).

## Історія
За даними на 1859 рік у козацькому й власницькому селі Стародубського повіту Чернігівської губернії мешкало 1236 осіб (612 чоловічої статі та 624 — жіночої), налічувалось 123 дворових господарства, існувала православна церква й 2 винокурних заводи.
Станом на 1886 у колишньому державному й власницькому селі Понуровської волості мешкало 998 осіб налічувалось 199 дворових господарств, існували православна церква, школа, 2 постоялих двори, 2 водяних млини, маслобійний і винокурний заводи.
За даними на 1893 рік у містечку мешкало 1836 осіб (910 чоловічої статі та 926 — жіночої), налічувалось 301 дворове господарство.
За переписом 1897 року кількість мешканців зменшилась до 1831 особи (845 чоловічої статі та 986 — жіночої), з яких 1720 — православної віри.

## Люди
В седі народився Прокудо Віталій Стефанович (нар. 1920) — музейний працівник, лауреат Шевченківської премії.